# Hôtel Fortia de Montréal
L' Hôtel de Fortia de Montréal, est un bâtiment à Avignon, dans le département de Vaucluse.

## Histoire
L'hôtel a remplacé une maison acquise en 1569. Une partie est déjà reconstruite au no 10 quand la propriété est léguée à Paul de Fortia de Montréal avec l'obligation de terminer l'édification du corps de logis sur la cour, au no 8 et de la façade sur rue. Ce sont peut-être ses obligations qui ne lui ont pas permis de réaliser immédiatement les conditions imposées au legs mais il fait décorer la partie déjà construite. 
Le seul document sur la construction de l'hôtel est le prix-fait du 16 mars 1637 concernant la réalisation de la façade sur la rue sur des plans de François de Royers de La Valfrenière. Il est probable que d'autres travaux effectués par le même architecte à des une date non précisées. 
Nicolas Mignard a quitté Fontainebleau pour perfectionner son art en Italie en finançant son voyage par la réalisation de tableaux. Il est arrivé à Avignon en avril 1633 où il signe le 3 avril comme témoin un contrat de mariage. Il y peint plusieurs tableaux. Il y a rencontré sa future femme. Jules Mazarin, vice-légat à Avignon entre 1634 et 1637, lui a demandé de peindre son portrait. Paul de Fortia de Montréal lui a demandé de loger chez lui pour décorer une galerie. Il peint une suite de 18 panneaux représentant ou « Les Éthiopiques », roman grec d'Héliodore d'Émèse, célèbre au XVIIe siècle sous le nom  « Les Amours de Théogène et Chariclée ». Le frère du cardinal de Richelieu, archevêque de Lyon, Alphonse-Louis du Plessis de Richelieu, est envoyé en ambassade à Rome. Au cours d'un voyage vers Rome, il s'est arrêté à Avignon et a logé à l'hôtel de Fortia le 20 ou le 25 février. Il a vu le décor peint par Nicolas Mignard et Paul de Fortia lui a présenté le peintre et l'a recommandé. Le peintre a été admis à se joindre à l'ambassade pour aller à Rome. Paul de Fortia aussi fait part au cardinal de son souhait d'armer une galère à ses frais. Cette offre a été acceptée. Paul de Fortia de Montréal est alors nommé capitaine de galère de la Marine royale au port de Marseille par Louis XIII en 1636.
Le 16 mai 1637, avant de partir pour Marseille, Paul de Fortia signe un prix-fait pour la réalisation de la façade qui doit être bâtie « suivant le dessaing, plan et eslevation dressés par noble François de Royers, seigneur de la Valfenière, citoyen dudit Avignon ». Ce prix-fait laisse Paul de Fortia la réalisation des armoiries et des mufles de la façade au-dessus « des consoles des fenestrages du second étage ».
Paul de Fortia, seigneur de Montréal, capitaine de sa galère portant son nom participe à la bataille de Vado, le 1er septembre 1638, devant Gènes contre les Espagnols. Au cours de ce combat, il a pris une galère ennemie. Ses principaux officiers, qui sont de sa parenté, sont tués. Lui-même est grièvement blessé et doit quitter le service. Son fils aîné, Gaspard de Fortia de Montréal est blessé au cours de ce combat. Le 23 octobre 1639, Louis XIII lui a donné des lettres patentes l'autorisant à transmettre le commandement de sa galère à Gaspard Ier de Fortia, son fils.
Venant d'Aix-en-Provence, le roi arriva à Avignon, le 19 mars 1660, accompagné de Monsieur, son frère, Monsieur. La cour est logée dans différents hôtels. La Grande Mademoiselle est logée à l'hôtel de Crillon. L'hôtel de Fortia reçoit le comte de Soissons et la comtesse de Soissons. Le roi a quitté Avignon le 1er avril.
Françoise-Charlotte-Gabrielle Fortia de Montréal, duchesse de Gadagne, fille et héritière de Gasoard II de Fortia de Montréal (1691-1773), a vendu l'hôtel le 7 mars 1774 à Jean-Baptiste Pierre d'Armand, docteur en droit. André Claude de Chamborant, marquis de la Clavière écrit à Esprit Calvet : « Le nouvel acquéreur de la maison de feu M. de Montréal s'est fort bien et fort grandement logé. Il a même acquis chez feu M. de Pérussis quantité d'assez bons tableaux qui peuvent concourir à faire une collection... Je m'imagine qu'on ne croyait pas dans la ville que M. d'Armand fut si riche, il est bon qu'il y ait de temps en temps des gens qui trompent le public sur cet article, car il n'y en a que trop d'autres qui le trompent d'une manière toute opposée. » Cependant, gêné dans ses finances par toutes ces dépenses a dû vendre à Paris les 18 tableaux de la galerie peints par Nicolas Mignard. M. d'Armand a vendu l'hôtel au marquis de Conceyl.
L'hôtel est saisi comme bien national pendant la Révolution. Il est ensuite divisé en deux parties sous les numéros 8 et 10 avec deux propriétaires.

## Protection
L'hôtel est classé au titre des monuments historiques le 6 février 1954.

## Construction
Le plan de l'hôtel est semblable à celui de l'hôtel de Crillon qui lui fait face. L'hôtel de Crillon a été élevé dix ans après l'hôtel de Fortia de Montréal. Ce dernier n'est donc pas une copie du premier. Pierre Lavedan émet l'hypothèse que Louis III de Berton a demandé à son architecte Domenico Borboni de se distinguer de l'hôtel de Fortia de Montréal.